# 卡里·贝茨
卡里·贝茨（英語：Cary Bates，1948年—）是一名美国漫画书、动画电视剧和电影作者。